# Powiat lubiński
Powiat lubiński – powiat w Polsce, położony w północnej części województwa dolnośląskiego. Jego siedzibą jest miasto Lubin.

## Podział administracyjny
Powiat lubiński powstał 1 stycznia 1999 roku wskutek reformy administracyjnej, której jednym z aspektów było wprowadzenie powiatów jako drugiego szczebla administracji, pomiędzy województwami i gminami.
Został stworzony z części znoszonego województwa legnickiego. Terytorium powiatu zostało określone w kształcie wyraźnie zmniejszonym w stosunku do tego, jaki posiadał on przed swoją likwidacją w 1975 roku. Wchodzące wówczas w jego skład gminy Chocianów i Polkowice stały się częścią powiatu polkowickiego. Przysiółek Dębinki, który w 1987 roku został wyłączony z gminy Rudna do gminy Pęcław, wraz z nią po reformie wszedł w skład powiatu głogowskiego.
Z powiatem lubińskim graniczą jednostki:
- powiat głogowski od północy,
- powiat górowski od północnego wschodu,
- powiat wołowski od wschodu,
- powiat legnicki od południa,
- powiat polkowicki od zachodu.

W skład powiatu wchodzą 4 gminy: 1 miejska, 1 miejsko-wiejska oraz 2 wiejskie. Na jego terenie położone są dwa miasta: Lubin oraz Ścinawa.
| Gmina   | Gmina           | Gmina | Gmina   | Pow. (2025) | Ludność (2024) | Siedziba |
| TERYT   | Typ             | Nazwa | Nazwa   | Pow. (2025) | Ludność (2024) | Siedziba |
| ------- | --------------- | ----- | ------- | ----------- | -------------- | -------- |
| 0211011 | miejska         |       | Lubin   | 40,76       | 66 864         | —        |
| 0211022 | wiejska         |       | Lubin   | 289,82      | 18 812         | Lubin    |
| 0211032 | wiejska         |       | Rudna   | 216,63      | 7428           | Rudna    |
| 0211043 | miejsko-wiejska |       | Ścinawa | 164,42      | 9272           | Ścinawa  |

W 2021 roku doszło do próby zmiany granic powiatu. Władze gminy Wińsko, należącej do sąsiedniego powiatu wołowskiego, złożyły do MSWiA wniosek o przyłączenie do powiatu lubińskiego. Wniosek został rozpatrzony negatywnie przez Radę Ministrów.

## Pokrycie terenu
Powiat lubiński według danych z 2025 roku zajmował powierzchnię 711,63 km², co stanowiło 3,6% powierzchni województwa dolnośląskiego. Pod względem powierzchni zajął 13. lokatę spośród 26 powiatów w województwie oraz 214. miejsce wśród 314 powiatów Polski. Największą część powierzchni powiatu zajmowały grunty rolne (55,9%) oraz leśne (33,3%). Zabudowanych i zurbanizowanych było 9,7% terenów, zaś pod wodami znajdowało się ich 1,0%.
|  |

## Demografia
Według stanu z 31 grudnia 2024 roku w powiecie lubińskim zamieszkiwało 102 376 mieszkańców: 53 267 kobiet (52,0% ludności) i 49 109 mężczyzn (48,0%), czyli 3,6% ludności województwa dolnośląskiego. Gęstość zaludnienia w powiecie wyniosła 144 osoby na km². Pod względem ludności powiat lubiński zajął w 2024 roku 5. miejsce spośród 26 powiatów w województwie oraz 73. lokatę wśród 314 powiatów Polski.
Wskaźnik urbanizacji wyniósł 70,4% (ósma najwyższa wartość w Polsce); w miastach w tym dniu mieszkały 72 093 osoby, zaś na wsi 30 283 osoby.
|  |

|  |  |

## Gospodarka
W końcu listopada 2019 liczba zarejestrowanych bezrobotnych w powiecie obejmowała ok. 1,5 tys. mieszkańców, co stanowi stopę bezrobocia na poziomie 4% do aktywnych zawodowo.
Dominującą pozycję wśród przedsiębiorstw ma górnicza spółka KGHM Polska Miedź z siedzibą w Lubinie. Na terenie powiatu znajdują się też Zakłady Górnicze Lubin i Huta Miedzi Cedynia w Orsku. Dzięki miedziowemu przemysłowi przeciętne wynagrodzenie w powiecie lubińskim jest najwyższe w Polsce.

## Transport

### Transport lotniczy
W Lubinie znajduje się Lotnisko Lubin, pozostające w dyspozycji Aeroklubu Zagłębia Miedziowego, z asfaltobetonowym pasem startowym o długości 1000 m.

### Transport kolejowy
Powiat przecinają państwowe linie kolejowe:
- linia kolejowa nr 273 (Wrocław Główny – Szczecin Główny,
- linia kolejowa nr 289 (Legnica – Rudna Gwizdanów)[19].

Linie łączą się na stacji Rudna Gwizdanów.

### Transport drogowy
Przez terytorium powiatu wiodą:
- droga ekspresowa S3,
- droga krajowa nr 36,
- drogi wojewódzkie w zarządzie Dolnośląskiej Służby Dróg i Kolei we Wrocławiu[20].

Według stanu na lipiec 2013 roku, na terenie powiatu zarejestrowano około 80 tysięcy pojazdów.

### Publiczny transport zbiorowy

#### Przewozy kolejowe
Według stanu na rok 2018, po linii nr 273 kursują pasażerskie pociągi osobowe (nazwa handlowa REGIO) obsługiwane przez Przewozy Regionalne oraz pociągi kwalifikowane spółki PKP Intercity kategorii TLK i IC.
Od 2019 roku po kilkuletniej przerwie wznowiono ruch pasażerski pociągów na linii Legnica – Rudna Gwizdanów, którą poruszają się pociągi pospieszne oraz osobowe (Głogów – Wrocław).

#### Przewozy autobusowe
W Lubinie funkcjonuje komunikacja miejska, obejmująca również okoliczne miejscowości. Od 2016 roku powiat przejął od gminy miejskiej Lubin, gminy wiejskiej Lubin oraz gminy Ścinawa obowiązki organizatora publicznego transportu zbiorowego. 
Operatorem systemu powiatowych linii autobusowych (Lubińskie Przewozy Pasażerskie) na lata 2016-2019, następnie 2021-2024 w drodze przetargów wybrano sprywatyzowane przedsiębiorstwo PKS Lubin.

## Starostowie lubińscy
Na podstawie źródła:
- Józef Bober (1 stycznia 1999 – 19 listopada 2002)
- Marcin Sutkowski (19 listopada 2002 – 16 września 2003)
- Piotr Anacki (29 września 2003 – 27 listopada 2006)
- Małgorzata Drygas-Majka (27 listopada 2006 – 2 grudnia 2010)
- Tadeusz Kielan (2 grudnia 2010 – 28 czerwca 2012)
- Adam Myrda (28 czerwca 2012 – 26 marca 2022)[27]
- Paweł Kleszcz (od 8 kwietnia 2022)[28]